# Jedność (album)
Jedność – pierwszy minialbum polskiego zespołu hip-hopowego Hemp Gru. Został wydany 16 kwietnia 2011 roku. Pierwotnie materiał miał zostać wydany 26 marca. Wydawnictwo było promowane utworem "Jedność" do którego powstał teledysk. Gościnnie w nagraniach wzięli udział Junior Stress, Paluch, Żary, JasiekMBH, Banda de Chicas (Róża Dudziewicz, Marta Zalewska, Bogumiła Ludwińska) i Hudy HZD. Za produkcję odpowiadali Szwed SWD, Fuso, Nolte, Siwers oraz DJ Steez. Płyta zadebiutowała na 3. miejscu listy OLiS w Polsce. Według informacji opublikowanych na portalu Hip-hop.pl album uzyskał status złotej płyty dwa dni po premierze; certyfikat potwierdził ZPAV.
10 grudnia 2011 roku ukazało się wydawnictwo DVD pt. Jedność. Na płycie znalazł się koncert formacji zarejestrowany w warszawskim klubie Palladium.

## Lista utworów
Opracowano na podstawie materiału źródłowego.
Jedność CD
1. "Obudź się" (produkcja: Szwed SWD, gościnnie: Junior Stress, scratche: DJ Steez) - 4:51
2. "Na linii frontu" (produkcja: Szwed SWD, gościnnie: Paluch, scratche: DJ Steez) - 4:18
3. "Amnezja" (produkcja: Nolte, gościnnie: Żary, JasiekMBH) - 5:36
4. "Jedność" (produkcja: Fuso, gościnnie: Żary, śpiew: Banda de Chicas) - 3:43
5. "Narkołyki" (produkcja: Fuso) - 2:48
6. "Coś z niczego (Brudne pieniądze)" (produkcja: Szwed SWD, scratche: DJ Steez) - 3:10
7. "Zwykły dzieciak z ulicy" (produkcja: Fuso, gościnnie: Żary, JasiekMBH, Hudy HZD,
śpiew: Banda De Chicas, puzon: Alicja Kraft, saksofon: Bogumiła Ludwińska, klarnet: Róża Dudziewicz, scratche: DJ Steez) - 4:15
8. "Outro" (produkcja: Siwers, scratche: DJ Steez) - 2:10
9. "Jedność RMX" (RMX Fuso) (produkcja: Fuso, śpiew: Banda De Chicas) - 4:13
10. "Amnezja RMX" (RMX Szwed SWD) (produkcja: Szwed SWD, gościnnie: JasiekMBH, Żary) - 5:19

| Jedność DVD |
| --- |
| 1. "To jest to" 2. "...w hemp armii" (gościnnie: Żary, Jasiek MBH, Szczurek) 3. "Va bank" 4. "Na linii frontu" (gościnnie: Paluch) 5. "H.W.D.P." (gościnnie: Żary) 6. "Cudowny dzieciak/Zwykły dzieciak" 7. "Rób co musisz" (gościnnie: Ras Luta) 8. DJ Eprom (DJ Scratch Set Na Żywo) 9. "Amnezja" (gościnnie: Żary, Jasiek MBH) 10. "Obudź się" (gościnnie: Junior Stress) 11. "Brudny pieniądz" 12. "Droga" 13. "Jedność" (gościnnie: Żary) |